# Eriothrix micronyx
Eriothrix micronyx är en tvåvingeart som beskrevs av Stein 1924. Eriothrix micronyx ingår i släktet Eriothrix och familjen parasitflugor. Inga underarter finns listade i Catalogue of Life.